# Wołk-Lewanowicz
Wołk-Lewanowicz – nazwisko należące do polskiej rodziny szlacheckiej, mającej litewsko-rosyjskie korzenie. Protoplastą rodu był Leon Wołk wzmiankowany około 1500 roku.